# Loiza Lamers

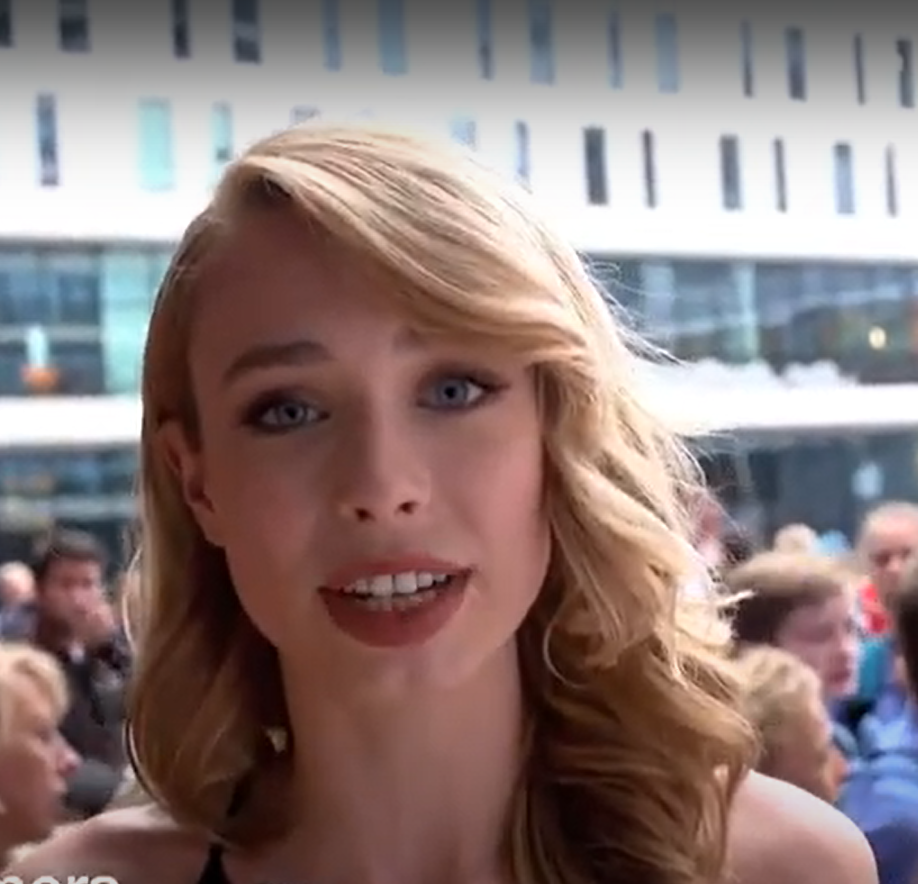
Loiza Lamers, 2017

Loiza Lamers (* 9. Januar 1995 in Driel als Lucas Lamers) ist ein niederländisches Model. Sie wurde als Gewinnerin der 8. Staffel von Holland’s Next Top Model bekannt. Lamers ist die erste Transgender-Frau, welche weltweit eine Sendung des Next-Topmodel-Franchises gewann.
Lamers war Teilnehmerin der 13. Staffel von Let’s Dance und belegte den achten Platz.

## Leben
Lamers wurde 1995 geboren. Bei der Geburt wurde ihr das Geschlecht „männlich“ zugeschrieben. Sie hat einen Bruder und eine Schwester. Bereits in jungen Jahren fühlte sie, dass sie ein Mädchen ist. 2015 zeigte die Dokumentation Van Lucas naar Luus ihre Transition im Alter von 10 Jahren. Mit 18 Jahren unterzog sie sich einer geschlechtsangleichenden Operation. Vor ihrer Teilnahme bei Holland’s Next Top Model arbeitete sie als Friseurin.

## Karriere
2015 nahm sie an der achten Staffel von Holland’s Next Top Model teil. Bei ihrer Bewerbung gab sie den Produzenten ihre Transidentität nicht bekannt, aber sie machte diese nach Gerüchten im Internet publik. Sie wurde die Gewinnerin dieser Staffel, lehnte aber den als Gewinn angebotenen Model-Vertrag ab. 2017 machte sie ihr Schauspieldebüt in der amerikanischen Fernsehserie I Live with Models. PeTA warb in einer Kampagne gegen Pelz 2017 das erste Mal mit Trans-Models: Loiza und Benjamin Melzer. 2019 kehrte sie zu Holland’s Next Top Model als Gastjurorin zurück. 2020 nahm sie an der dreizehnten Staffel von Let’s Dance teil. Ihr Tanzpartner war Andrzej Cibis. In der vierten Ausgabe erreichte sie zunächst nur den elften Platz. Nach dem freiwilligen Ausstieg von John Kelly kehrte sie in den Wettbewerb zurück, schied jedoch in der 7. Livesendung erneut aus.

## Fernsehauftritte
- 2015: Holland’s Next Top Model, Staffel 8, Gewinnerin
- 2017: I Live With Models
- 2018: Expedition Robinson, Staffel 19, Teilnehmerin
- 2019: Holland’s Next Top Model, Staffel 12, Gastjurorin
- 2020: Let’s Dance, Staffel 13, Kandidatin
- 2020: Drag Race Holland, Gastjurorin